# NGC 6495
إن جي سي 6495 (بالألمانية: NGC 6495) التي يرمز لها بالرمز NGC 6495، هي مجرة، في كوكبة الجاثي.

## الاكتشاف
اكتشفت في 11 مايو 1864، بواسطة ألبرت مارث.